# Ljubka Šorli
Ljubka Šorli (* 19. Februar 1910 in Tolmin; † 30. April 1993 in Görz) war eine slowenische Schriftstellerin, Dichterin und Lehrerin. Sie ist bekannt für ihren Widerstand gegen den Faschismus, ihre poetischen Darstellungen der Landschaft des slowenischen Küstenlandes, ihre patriotischen und religiösen Verse sowie ihre Liebesgedichte für ihren Ehemann Lojze Bratuž, der von den Faschisten getötet wurde.
Ihre Kindheit als Flüchtling während des Ersten Weltkriegs sowie ihre Inhaftierung und Folter während des Zweiten Weltkriegs prägten ihr literarisches Schaffen tiefgreifend. Neben dem Verfassen von Gedichten (darunter auch Kinderverse und Kurzprosa) widmete sie Jahrzehnte dem Unterricht an slowenischsprachigen Schulen und der Bewahrung der slowenischen Kultur unter italienischer Herrschaft. Ljubkas Vermächtnis als „Dichterin des Widerstands, der Hoffnung und der Liebe“ (pesnica upora, upanja in ljubezni) wird heute auf beiden Seiten der slowenisch-italienischen Grenze anerkannt.

## Frühes Leben und familiärer Hintergrund
Ljubka Šorli wurde am 19. Februar 1910 in Tolmin geboren, das damals zum Österreich-Ungarn gehörte (heute Slowenien). Ihr Vater war der Gerber Luka Šorli (1884–1925), und ihre Mutter war die Ladenbesitzerin Alojzija Mlakar (1885–1966). Ljubka Šorli hatte einen Bruder, der im Säuglingsalter starb, sowie zwei Schwestern. Während des Ersten Weltkriegs, als die Isonzo-Schlachten in der Nähe von Tolmin tobten, floh ihre Familie vor der Front. Von 1916 bis 1920 fanden sie Zuflucht bei Verwandten in Jesenice (im Norden Sloweniens). Als Sechsjährige begann sie daher als Kriegsflüchtling die Volksschule in Jesenice. Nach dem Krieg kehrte die Familie nach Tolmin zurück, das nun unter italienischer Verwaltung stand. Dort schloss sie die Volksschule ab und besuchte anschließend die städtische Mittelschule, die sie 1923 abschloss.
Von 1923 bis 1925 besuchte sie eine Handelsschule in Görz, die Schüler auf eine Tätigkeit in der Wirtschaft vorbereitete, und schloss diese erfolgreich ab. Dort lernte sie auch Violine zu spielen, unter der Anleitung des italienischen Geigers, Musikprofessors und Dirigenten Rodolfo Lipizer. Sie wollte ihr Studium fortsetzen und Lehrerin werden, jedoch erkrankte und starb ihr Vater im Jahr 1925, kurz nachdem er aus dem Militärdienst zurückgekehrt war. Die Familie war nun vollständig auf das Geschäft der Mutter angewiesen und die fünfzehnjährige Ljubka musste als Verkäuferin im Laden mitarbeiten.
Schon in jungen Jahren war Ljubka Šorli in ein lebendiges kulturelles und nationales Umfeld eingebunden. Als Jugendliche in Tolmin trat sie verschiedenen (oft illegalen) slowenischen Jugend- und Kulturvereinen bei, die sich gegen die Italienisierungspolitik des faschistischen Regimes wandten. Sie war musikalisch sehr begabt, spielte Erste Violine im Orchester von Tolmin und Mandoline in einem örtlichen Tamburizzaspielkreis. Außerdem war sie in der katholischen Pfarrgemeinde aktiv: Gelegentlich vertrat sie den Kirchenorganisten und gründete einen Mädchenchor, den sie selbst leitete. Unter Pseudonym schrieb sie Erzählungen für slowenische Zeitschriften und Zeitungen – zunächst in Görz und später in Laibach (Ljubljana), das zum damaligen Jugoslawien gehörte, wo Sloweninnen und Slowenen keiner Verfolgung ausgesetzt waren. Dieses frühe Engagement in Musik und kultureller Arbeit förderte nicht nur ihr künstlerisches Talent, sondern war zugleich eine stille Form des Widerstands gegen die Unterdrückung der slowenischen Sprache und Traditionen im faschistischen Italien.

## Ehe und faschistische Gewalt

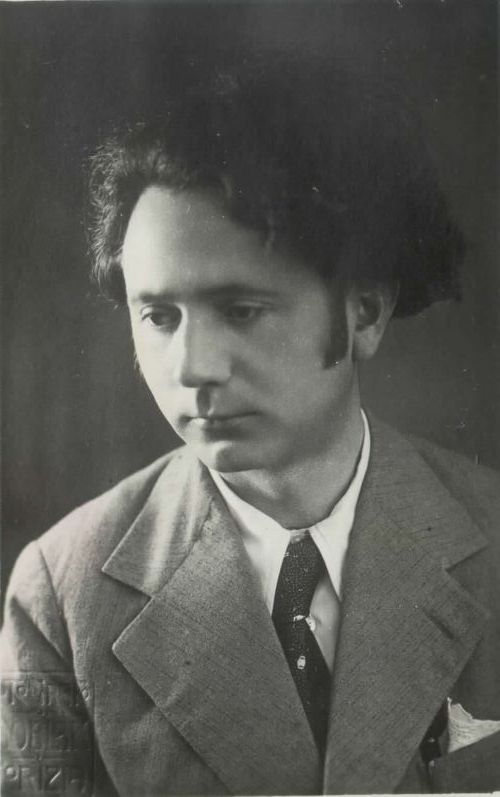
Lojze Bratuž

Anfang der 1930er Jahre lernte Ljubka Šorli durch ihre kulturellen Aktivitäten Lojze Bratuž kennen – einen ebenfalls aus Görz stammenden Slowenen, der Lehrer, Komponist und ein bedeutender Chorleiter war. Lojze widmete sich trotz faschistischer Verbote der slowenischen Sprache dem Erhalt der slowenischen Chormusik in der Region Goriška. Ljubka Šorli und Lojze Bratuž verbanden gemeinsame kulturelle und musikalische Interessen, vor allem jedoch eine tiefe Liebe zum slowenischen Volk und zur slowenischen Sprache. Im Herbst 1933 heirateten sie, woraufhin Ljubka nach Görz (damals im Königreich Italien) zog, um mit ihrem Ehemann zusammenzuleben. Das Paar bekam rasch zwei Kinder: eine Tochter, Lojzka Bratuž (1934–2019), die später Literaturhistorikerin, Linguistin, Slawistin, Universitätsprofessorin und Kulturarbeiterin wurde, und einen Sohn, Andrej Bratuž (1936–2011), der später als Publizist, Professor und Komponist tätig war.
Das Zuhause der jungen Familie in Görz wurde zu einem Treffpunkt für slowenische Intellektuelle und Künstler der Region. Auch als die faschistischen Behörden den Assimilationsdruck verstärkten, blieb das Haus von Lojze und Ljubka ein stilles Zentrum slowenischer Kultur. Ljubka leitete weiterhin Chöre, schrieb Geschichten und Gedichte und beteiligte sich an geheimen literarischen Zirkeln. Gleichzeitig nahmen die repressiveren Maßnahmen des faschistischen Regimes gegen die slowenische Minderheit zu. Lojze Bratuž weigerte sich standhaft, den erzwungenen Italienisierungspolitiken nachzugeben, etwa dem Verbot der slowenischen Sprache in Kirchen und Schulen. Seine prinzipientreue Haltung und sein öffentliches kulturelles Engagement machten ihn zur Zielscheibe faschistischer Gewalt.
Am 27. Dezember 1936 dirigierte Lojze während der Messe einen Kirchenchor, der slowenische Kirchenlieder sang. Dies war ein mutiger Akt des Widerstands gegen das Verbot der slowenischen Sprache. Nach der Messe wurde er als Vergeltung für seinen Ungehorsam von einer Gruppe faschistischer Schwarzhemden (Squadristi) entführt und brutal gefoltert: Die Entführer zwangen ihn, eine große Menge eines Gemischs aus Motoröl und Benzin zu trinken. Er erlitt schwere Vergiftungen und starb am 16. Februar 1937 trotz Krankenhausbehandlung an den Folgen dieser Tortur. Sein Tod im Alter von nur 34 Jahren hinterließ Ljubka Šorli als Witwe mit zwei kleinen Kindern. Bei Lojze Bratuž' Beerdigung, als der Sarg in die Erde hinabgelassen wurde, sprachen Ljubka und andere Angehörige laut das Vaterunser auf Slowenisch. Der Mord an Lojze Bratuž fand später Ausdruck in Ljubka Šorlis Gedichten der Liebe, der Trauer und des Widerstands.

## Antifaschistischer Aktivismus und Zweiter Weltkrieg
Ende der 1930er- und Anfang der 1940er-Jahre wurde Ljubka Šorli durch ihre kulturellen und familiären Verbindungen selbst in den antifaschistischen Widerstand verwickelt. Auch nach dem Märtyrertod ihres Mannes blieb sie dem slowenischen Anliegen im slowenischen Küstenland verpflichtet. Sie hielt Kontakt zu slowenischen Aktivisten und beteiligte sich an Aktivitäten, die von den italienischen Behörden als subversiv angesehen wurden. Zudem nahm sie slowenische Schüler als Untermieter auf. Während des Zweiten Weltkriegs wurde sie – wie viele andere slowenische Kulturschaffende – von der faschistischen Polizei genau überwacht und im April 1943 sie von italienischen Faschisten unter dem berüchtigten Kommissar Gaetano Collotti wegen ihrer „nationalistischen Tätigkeit“ verhaftet. Sie wurde von ihren kleinen Kindern getrennt und einer harten Haft im Gefängnis der „Sonderpolizei“ in Triest ausgesetzt, wo sie von Collotti und seinen Handlangern verhört und brutal gefoltert wurde. Nach Monaten schwerster Misshandlungen wurde sie in das italienische Konzentrationslager Poggio Terza Armata (slowenisch: Zdravščina) bei Görz überstellt.  Sie überlebte trotz der harten Bedingungen im Lager. Später erinnerte sie sich daran, dass sie sich mit folgendem Gedanken über Wasser hielt: Skoz trpljenje nas žlahtni usoda, ena vera je, en klic: svoboda! („Durch das Leiden veredelt uns das Schicksal; ein Gedanke, ein Ruf: Freiheit!“)
Ihre Haft endete nach der Kapitulation Italiens im September 1943. Nach dem Waffenstillstand vom 8. September 1943 konnte Ljubka das Lager verlassen und wurde mit ihren Kindern wiedervereint. Zur Sicherheit suchte sie zunächst Zuflucht in ihrer Heimatstadt Tolmin, kehrte jedoch gegen Ende des Jahres 1943 mit ihrer Familie in ihre Wohnung in Görz zurück.

## Lehrtätigkeit nach dem Krieg
Mit dem Ende des Zweiten Weltkriegs veränderte sich die politische Lage im Julischen Venetien drastisch. Tolmin und das obere Soča-Tal wurden Teil Jugoslawiens, während Görz bei Italien verblieb. In den unmittelbaren Nachkriegsjahren ergriff Ljubka Šorli die Gelegenheit, sich ihren früheren Traum zu erfüllen und Lehrerin zu werden. Bereits während des Krieges, im Jahr 1944, hatten die lokalen Behörden in Tolmin sie eingeladen, an der Volksschule im Dorf Zadlaz-Čadrg zu unterrichten, da großer Lehrermangel herrschte. Sie nahm das Angebot an und begann 1944 mit dem Unterricht, während sie gleichzeitig einen verkürzten Lehrerausbildungskurs in Tolmin absolvierte – geleitet von bekannten Persönlichkeiten der slowenischen Literatur wie Joža Lovrenčič, Tine Debeljak und anderen.
1946 zog sie mit ihren Kindern zurück nach Görz, da die Stadt trotz ihrer Zugehörigkeit zu Italien weiterhin ihr Zuhause blieb. 1947 legte sie in Görz die Lehrbefähigungsprüfung ab. In den Jahren 1946–1948 arbeitete sie als Sekretärin am slowenischen Lehrerseminar in Görz und half mit, das slowenischsprachige Schulwesen in der Region wieder aufzubauen. Nachdem sie vollständig qualifiziert war, unterrichtete sie von 1948 bis zu ihrer Pensionierung im Jahr 1975 an slowenischen Volksschulen im gesamten Raum Görz – sowohl in der Stadt als auch in nahezu allen umliegenden Dörfern, in denen es Schulen für die slowenische Minderheit gab. Ihre lange Lehrtätigkeit machte sie zu einer geschätzten Persönlichkeit in der Gemeinschaft. Zeitgenossen zufolge war sie eine ausgezeichnete und engagierte Lehrerin, und Generationen von Schülern erinnerten sich an ihre Freundlichkeit und Hingabe.
Ljubka Šorli trug auch zu Bildungs- und Kulturprogrammen bei, in dem sie kurze Theaterstücke, Gedichte und Erzählungen für den Unterricht und Schulveranstaltungen verfasste. Zudem arbeitete sie mit den slowenischsprachigen Programmen von Radio Triest zusammen und schrieb Beiträge für die Sendereihe „Radio Šola“ (Radioschule), um den Lehrplan für Kinder zu bereichern. Ljubkas doppelte Rolle als Pädagogin und Dichterin war oft eng miteinander verknüpft – sie betrachtete es als ihre Aufgabe, in der Jugend die Liebe zur Sprache und zur Heimat zu wecken. Durch ihre jahrzehntelange Arbeit hatte sie großen Einfluss auf den Erhalt der slowenischen Bildung und Kultur innerhalb der slowenischen Minderheit in Italien. 1975 ging sie schließlich in den Ruhestand, blieb jedoch weiterhin in kulturellen Kreisen aktiv. Sie starb im Alter von 83 Jahren in Görz und wurde neben ihrem Ehemann beigesetzt.

## Bibliografie (Auswahl)
Gedichtsammlungen:
- Detece sveto (1932) – Fünf Weihnachtslieder für gemischten Chor (mit Orgelbegleitung)
- Venec spominčic možu na grobu (1957) – Ein Kranz von Vergissmeinnicht auf dem Grab meines Mannes, ein Sonettenkranz, gewidmet Lojze Bratuž
- Izbrane pesmi (1973) – Ausgewählte Gedichte
- Rumeni ko zlato so zdaj kostanji (1985) – So gelb wie Gold sind jetzt die Kastanien, Gedichte über Tolmin
- Pod obokom čarobnim (1987) – Unter dem Zaubergewölbe, hrsg. von France Bernik
- Križev pot (1994) – Kreuzweg, religiöser Sonettenzyklus (postum veröffentlicht)
- Canti spezzati (1994) – Zerbrochene Lieder, italienische Übersetzung ausgewählter Gedichte (postum)
- Via Crucis (Križev pot) (1999/2000) – Zweisprachige slowenisch–italienische Ausgabe von Križev pot
- Tolminske pesmi (2003) – Tolminer Gedichte, erweiterte Ausgabe der Gedichte über Tolmin (veröffentlicht zum 10. Todestag)
- Goriške pesmi (2018) – Görzer Gedichte, postume Sammlung, hrsg. von Igor Tuta
- Rožni venec (2020) – Rosenkranz, postume Sammlung religiöser Gedichte, hrsg. von Igor Tuta

Kindergedichte und -geschichten:
- Veseli ringaraja (1983) – Fröhlicher Ringaraja (Karussell), Gedichte für Kinder
- Pesmice z razglednice (2024) – Kleine Gedichte von einer Postkarte, Sammlung von Kindergedichten aus dem Familienarchiv (postum)
- Zahlreiche einzelne Kindergedichte erschienen in Jugendzeitschriften (z. B. Pastirček) in den 1950er bis 1970er Jahren, darunter:
  - Danes prvič v šolo grem (1951, Heute gehe ich zum ersten Mal zur Schule)
  - November (1955)
  - Pomlad prihaja (1968, Der Frühling kommt)
  - Kukavici (1978, An den Kuckuck)   Viele dieser Gedichte wurden vertont.

Prosa und weitere Werke:
- Kurzgeschichten (Črtice) in Zeitschriften, u. a.:
  - Sveti večer na Tolminskem
  - Markov poslednji večer doma (Katoliški glas, 1956)
  - Hromi Job in kanarček
  - Boštjanova spoved (Mavrica, 1975–1977)  und weitere Erzählungen.
- Radiosendungen und Schulstücke (unveröffentlicht, 1950er–1970er Jahre):  Beiträge für das slowenischsprachige Bildungsprogramm Radio šola von Radio Triest sowie Verfasserin von kurzen Theaterstücken und Szenen für Schulaufführungen.